# Le Ménil-Bérard
Le Ménil-Bérard település Franciaországban, Orne megyében. Lakosainak száma 68 fő (2022. január 1.). Le Ménil-Bérard Saint-Hilaire-sur-Risle, Aube, Auguaise, Brethel, La Ferrière-au-Doyen és Sainte-Gauburge-Sainte-Colombe községekkel határos.

## Népesség
A település népességének változása:
| Lakosok száma | 72   | 76   | 75   | 75   | 75   | 73   | 71   | 69   | 68   |
|               | 2013 | 2015 | 2016 | 2017 | 2018 | 2019 | 2020 | 2021 | 2022 |